# Weegee

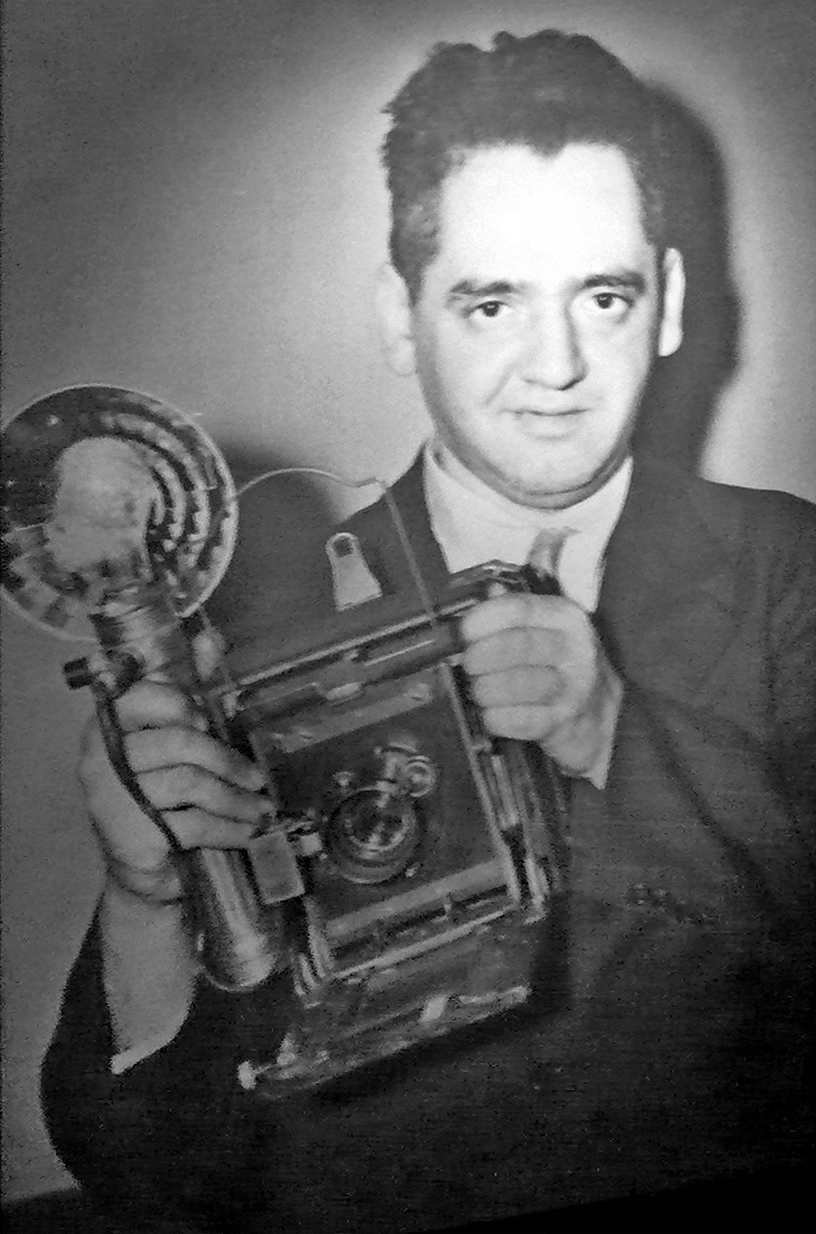
Weegee ca 1945.

Timbro di Weegee.

Weegee, pseudonimo di Arthur Fellig, nome di nascita all'anagrafe: Ascher Fellig, (Złoczew, 12 giugno 1899 – New York, 26 dicembre 1968), è stato un fotografo, fotoreporter, scrittore statunitense.

## Biografia
Secondo di sette fratelli, Ascher Fellig nacque da Rachel e Bernard Fellig a Zoločiv: fino al 1918, la città faceva parte dell'impero austro-ungarico, nella provincia di Galizia e Lodomiria; attualmente si trova in Ucraina.

### L'emigrazione e la povertà
Nel 1906 il padre Bernard, a causa dei primi movimenti antisemiti, emigrò negli Stati Uniti, dove la famiglia lo raggiunse nel 1910. All'arrivo ad Ellis Island il nome di Ascher (anglicizzato in Usher) venne cambiato in Arthur.
In Austria Bernard Fellig aveva intrapreso gli studi per diventare rabbino ma, per mantenere la famiglia, fu costretto a fare il venditore ambulante a Manhattan, ed insieme alla moglie lavorò come portiere in cambio dell'affitto del piccolo appartamento nel Lower East Side, dove la numerosa famiglia aveva preso dimora. La famiglia era fervidamente religiosa e manteneva una severa osservanza ai precetti dell’ebraismo.
Nel 1914 Arthur decise di interrompere l'istruzione scolastica per contribuire all'economia familiare, dedicandosi ad una serie di occupazioni, tra cui quella di lavapiatti in un ristorante automatico. In quegli anni si avvicinò alla fotografia iniziando a lavorare prima come aiutante di camera oscura, poi come assistente di un fotografo commerciale, poi come fotografo di passaporti e, infine, come ritrattista di strada: acquistò un pony per fotografare i bambini del Lower East Side nei fine settimana.
Nel 1917, insofferente delle rigide regole della sua famiglia, abbandonò la casa paterna e visse da senzatetto per un lungo periodo, trovando accoglienza presso enti caritatevoli, dormendo nei parchi pubblici e, spesso, nella Pennsylvania Station. Nel frattempo intraprese una nuova serie di lavori: bigliettaio di autobus, lavapiatti e operaio a chiamata presso una piccola fabbrica di dolciumi. Mentre maturava il progetto di aprire un proprio studio fotografico, nel 1918 trovò lavoro presso lo studio fotografico Ducket & Adler a Grand Street, nel Lower Manhattan, dove svolse diverse mansioni tecniche in studio di ripresa e in camera oscura.

### Gli inizi
Dal 1921 al 1922 lavorò come assistente di camera oscura presso il New York Times e presso il collegato sindacato di fotografi, il Wide World Photos. Nel 1924, e fino al 1936, entrò a far parte della Acme Newspictures (successivamente assorbita dalla United Press International Photos) come operatore di camera oscura e stampatore a 20 dollari a settimana. Si propose come fotoreporter, ma rifiutandosi di indossare camicia bianca e cravatta, veniva inviato come fotografo solo occasionalmente, nelle situazioni di emergenza.

## Free-lance
Nel 1936 lasciò l'Acme per dedicarsi all'attività di fotogiornalista free-lance. Equipaggiato di una Speed Graphic iniziò una frenetica attività, frequentando il quartier generale della Polizia di Manhattan. Ciò gli permetteva di essere sempre presente in occasione di assassini, risse notturne, incidenti ed incendi. Le sue foto vennero pubblicate negli articoli di cronaca delle principali testate newyorkesi: Herald Tribune, Daily News, Post, World-Telegram, Journal America, Sun ed altri.
La sua fama era talmente nota al Dipartimento di Polizia a Spring Street che Weegee poté organizzare un ufficio personale ed informale all'interno dell'Ufficio Persone Smarrite, da dove teneva i suoi contatti, telefonava e riscuoteva i compensi.
Nel 1938 fu il primo cittadino di New York a ricevere il permesso di installare il sistema radio della polizia sulla sua autovettura, sulla quale montò anche la sua attrezzatura fotografica da stampa, per utilizzarla anche come camera oscura mobile. La sua capacità di arrivare sul luogo del crimine contemporaneamente alla polizia, se non prima di questa, gli permise di realizzare una ricca serie di scoop fotografici. Fu in quel periodo che scelse lo pseudonimo Weegee.
L'origine di questo nome è incerta: secondo alcuni sarebbe l'equivalente fonetico di Ouija, dalla tavoletta usata per predire il futuro.
Altri ritengono che derivi dalla storpiatura di squeegee boy, con riferimento alla sua precedente attività al New York Times, dove si era occupato della rimozione dell'eccesso di acqua dalle stampe, prima di passarle negli asciugatori.

## Il successo
Il periodo dal 1935 al 1947 è il più significativo dell'opera di Weegee, che immortala New York.
Nel 1940 la sua fama era già riconosciuta ed il quotidiano serale progressista PM Daily gli affidò la creazione di fotostorie a sua scelta.
Nel 1941 ebbe la sua prima esposizione personale al Photo League di New York, con il titolo Weegee: Murder is My Business. Durante questo periodo iniziò a sperimentare con una macchina da presa 16mm.
Nel 1943 il Museum of Modern Art di New York acquistò cinque fotografie di Weegee che furono esposte nella sezione permanente "Action Photography”.
Due anni dopo venne pubblicato Naked City, il suo primo catalogo di fotografie, cui seguì una campagna pubblicitaria nazionale, e che ispirò il film The Naked City (1948) e la successiva serie TV Naked City (1958). In questo periodo iniziò anche la collaborazione con Vogue.
Nel 1946 fu pubblicato Weegee's People e fu invitato a tenere una conferenza presso la New School for Social Research di New York. Mark Hellinger acquistò i diritti di titolo di Naked City per realizzarne la versione cinematografica a Hollywood.
Nel 1947 sposò Margaret Atwood. La coppia si trasferì a Hollywood per consentire a Weegee di seguire come consulente la lavorazione del film Naked City. Proseguì nell'attività di consulente per diversi film e interpretò alcuni ruoli minori e cammei. In quegli anni iniziò a sperimentare nuovi obiettivi ed altri strumenti ottici che gli suggerirono la creazione della serie "Distorsioni".
Nel 1948 fu proiettato The Naked City. Weegee apparve per la prima volta nel film Ogni ragazza vuol marito (1948). Il suo primo cortometraggio Weegee's New York (20 minuti, bianco e nero, muto, in 16mm) venne proiettato alla mostra 50 Photographs by 50 Photographers organizzata al Museum of Modern Art di New York.
Nel 1949 si separò da Margaret Atwood ed ottenne il divorzio un anno dopo.

## La maturità
Nel 1950 produsse il cortometraggio Cocktail Party (5 minuti, bianco e nero, muto, in 16mm).
Ritornato a New York, realizzò la serie Distorsioni, che definì caricature dei ritratti di celebrità dello spettacolo e del mondo politico, pubblicata insieme a Mel Harris in Naked Hollywood. Le Distorsioni furono pubblicate anche nel numero di luglio di Vogue.
Nel 1950 gli fu diagnosticato il diabete e si trasferì sulla West 47th Street, a casa di Wilma Wilcox, sua compagna per il resto della vita.
Nel 1958 fu chiamato come consulente dal Stanley Kubrick per le riprese del film Il dottor Stranamore . Nello stesso anno iniziò una lunga serie di viaggi in Europa, continuati fino alla morte, lavorando per il Daily Mirror e producendo numerose fotografie, film, lezioni e progetti di libri.
Nel 1959 fu in Unione Sovietica per una serie di conferenze. Pubblicò Weegee's Creative Camera. Espose Weegee: Caricatures of the Great al Photokina di Colonia.
Nel 1961 pubblica la sua autobiografia Weegee by Weegee.
Nel 1962 espose nuovamente al Photokina e nel 1964 pubblicò Weegee's Creative Photography. Nel 1965 realizzò il cortometraggio The Idiot Box (5 minuti, bianco e nero, sonoro, 16mm).
Morì il 26 dicembre 1968 a New York, a 69 anni.
La vita e le opere di Weegee hanno ispirato il personaggio di Leon Bernstein (Bernzy), nel film del 1992 Occhio indiscreto dove, nei titoli di testa, appaiono sue foto famose.